# 威廉·邦德
威廉·克兰奇·邦德（英語：William Cranch Bond，1789年9月9日—1859年1月29日），美国天文学家，哈佛大学天文台的首任台长。他的儿子乔治·菲利普斯·邦德也是一位著名的天文学家，父子两人共同做出了许多重要的发现。

## 生平
威廉·邦德1789年出生于美国缅因州的波特兰，幼时家里贫困，曾经做过学徒，学习制作手表，15岁的时候制造出了自己的第一块手表。1806年，十七岁的邦德观赏了一次日全食，从此天文学成了他的主要爱好。1811年，邦德同其他几位观测者一道各自独立发现了一颗彗星，这颗彗星后来成为明亮的大彗星，即1811年大彗星。
1815年，邦德访问了英国，受哈佛大学的委托，考察了欧洲的天文台，目的是要在美国建立天文台。邦德还在自己家中建立了一个屋顶可以开合的小型天文台。1839年，哈佛大学提议将邦德的私人天文台并入大学，称为哈佛大学天文台，邦德接受了邀请，并担任首任台长。1847年6月24日，哈佛大学天文台从德国购置的口径15英寸（0.38米）的折射望远镜正式启用，是当时世界上最大的望远镜。1848年，邦德父子发现了土卫七，1850年11月，他们又共同发现了土星的第三个环——C环。英国人威廉·拉塞尔也独立发现了土星C环和土卫七，仅比他们晚了几天。1847年至1852年间，邦德父子与摄影先驱约翰·亚当斯·惠普尔一起使用15英寸望远镜进行了天体照相的工作，拍摄了月亮的照片，并于1851年在英国伦敦举办的万国工业博览会上获奖。1850年7月16日至17日夜，邦德父子和惠普尔和使用银版照相法共同拍摄了织女星的照片，这是人类拍摄的第一张恒星的照片。1857年他们又拍摄了大熊座的开阳双星等照片。
1859年，威廉·邦德在美国马萨诸塞州的坎布里奇去世。他的儿子乔治·菲利普斯·邦德接任哈佛大学天文台台长。为纪念邦德父子，第767号小行星被命名为。